# 1944 (曲)
『1944』（ナインティーンフォーティフォー）は、ウクライナの歌手、ジャマラが作詞、作曲、演唱した曲である。ユーロビジョン・ソング・コンテスト2016でウクライナを代表し、決勝で合計534点を獲得し優勝した。

## 背景と歌詞
『1944』の歌詞は、1940年代にナチス・ドイツとの協力が疑われたため、ヨシフ・スターリンの命令でクリミア・タタール人をソビエト連邦内の他の地域に強制追放したことに関するものである。当時ジャマラの曽祖父は第二次世界大戦で赤軍として戦いながら、20代半ばのジャマラの曽祖母は5人の子供を連れ、不毛の中央アジアに追放され、途中で娘の一人は命を落とした。2016年当時も大多数のクリミア・タタール人がロシアによる強制併合を受け入れることを拒否したので、この曲はまたクリミア半島のロシア併合に続くロシア政府によるクリミア・タタール人への弾圧の中でリリースされた。
英語の歌詞はアルメニア系の詩人、アルト・アントニャンによって書かれるものである。クリミア・タタール語のコーラスは、ジャマラが曽祖母から聞いた「エイ、ギュゼル・クルム」（クリミア・タタール語: Ey Güzel Qırım）と呼ばれるクリミア・タタールの民謡の歌詞から引用したものである。この曲には、アラム・コスタニャンが演奏するドゥドゥクと、ムガムのボーカル・スタイルが使われている。

## 国内選考とユーロビジョン・ソング・コンテスト
前年、ウクライナは費用の捻出が困難であるとして、ユーロビジョン・ソング・コンテスト2015から撤退した。2016年に大会に戻ることが決定された後、ウクライナの代表者を決定するための選考プロセスが開始し、ウクライナ国営放送と民間のSTB両放送局からのリソースが採用された。ジャマラは18人の参加者の1つであり、2016年2月6日の一次選考を無事通過し、決勝に進んだ。2月21日の決勝では、審査票で2番目、電話投票で1番目（382,000以上の電話投票で総数の37.77%を占める）となり、ザ・ハードキスの『Helpless』とは同着になった。しかし、電話投票がタイブレーカーとして機能したため、ジャマラが勝者として発表された。
ジャマラは、ユーロビジョン・ソング・コンテスト2016の2つ目の準決勝の後半に出場した。この出場により、『1944』はユーロビジョン・ソング・コンテストで、クリミア・タタール語の歌詞を含む最初の作品となった。決勝でこの歌は電話投票と審査員票で共に2番目に高い点数を受けたが、総点数は1位となり、当年度の優勝者となった。

### 政治性の論争
2016年2月、ガーディアンによるインタビューで、ジャマラは2014年のロシアのクリミア併合以来、「クリミア・タタール人は占領された土地に住んでいる」と主張し、この曲は現在もクリミア半島に住んでいる自分の家族を思い出させたとも述べた。ただし、歌詞にはこの併合を表現する内容が存在しない。ユーロビジョン・ソング・コンテストの規則では、歌詞に「政治的表現」があると解釈される場合、曲の演奏は禁止される。
この曲がウクライナ代表に選ばれた直後、一部のロシアの政治家とクリミア共和国の政府は、ウクライナ政府が「タタール人の悲劇を資本化して、ヨーロッパの視聴者にロシアのクリミアでのタタール人への嫌がらせの疑いという誤った絵を押し付けた」と非難した。  
2016年3月9日、欧州放送連合のツイートは、この曲のタイトルにも歌詞にも「政治的スピーチ」が含まれていない。したがってユーロビジョン・ソング・コンテストの規則に違反しておらず、大会に参加できることが確認された。

### ユーロビジョン・ソング・コンテスト
この曲はユーロビジョン・ソング・コンテスト2016で合計534点を獲得し優勝した。ユーロビジョン・ソング・コンテスト2009で387点（ただし、当時の採点システムは2016年大会とは異なる）を獲得したアリャクサンドル・ルィバークの曲『Fairytale』の記録を上回った。